# Blasmusikmuseum
Blasmusikmuseum is een museum in Ratten in de Oostenrijkse deelstaat Stiermarken. Het gaat in op een geschiedenis van meer dan tweehonderd jaar blaasmuziek in het dorp en de omgeving (sinds 1804). Het werd in 1993 opgericht en is sinds oktober 2008 gevestigd op twee verdiepingen van het Haus der Blasmusik aan het Kirchenviertel.
De internationale competitie 'Intermusica Birkfeld' werd in 2010 voor het museum gehouden.

## Collectie
Het museum toont muziekinstrumenten vanaf het jaar 1800, waaronder een bugel uit het begin van de 19e eeuw en een iets jongere ophicleïde uit 1830. Het museum bezit achthonderd muziekstukken vanaf vanaf het jaar 1827 en daarnaast zijn er oude uniformen van de Rattener Musikkapelle en nog allerlei unieke voorwerpen te zien. 
Ook kunnen instrumenten worden aangeraakt en bespeeld en zijn er foto's, video's en multimediale voorstellingen te zien. Er wordt ingegaan op klankbeleving via de koptelefoons waaruit bijvoorbeeld polka's, marsen en walsen te horen zijn van musici uit het jaar 1895, evenals modern slagwerk uit de 21e eeuw.